# 広島県道338号吉川大多田線
広島県道338号吉川大多田線（ひろしまけんどう338ごう よしかわおおただせん）は、広島県東広島市を通る一般県道である。

## 概要
東広島市八本松町吉川から東広島市黒瀬町大多田に至る。

### 路線データ
- 起点：東広島市八本松町吉川（広島県道335号津江八本松線交点）
- 終点：東広島市黒瀬町大多田（大多田交差点、国道375号交点）
- 総延長：8.4 km

## 路線状況

### 道路施設

#### 橋梁
- 中渡橋（古河川、東広島市）

## 地理

### 通過する自治体
- 東広島市

### 交差する道路
| 交差する道路                     | 交差する場所 | 交差する場所        |
| -------------------------------- | ------------ | ------------------- |
| 広島県道335号津江八本松線        | 八本松町吉川 | 起点                |
| 広島県道331号下三永吉川線        | 八本松町吉川 | 吉川交差点          |
| 国道375号 / E75 東広島呉自動車道 | 黒瀬町大多田 | 4-1 大多田IC        |
| 国道375号                        | 黒瀬町大多田 | 大多田交差点 / 終点 |

### 交差する鉄道
- 山陽新幹線

### 沿線
- 吉川工業団地
- 広島東映カントリークラブ
- 武田中学校・高等学校（旧：呉中学校・高等学校。1990年（平成2年）に呉市から移転）